# Xã Hamel, Quận Madison, Illinois
Xã Hamel (tiếng Anh: Hamel Township) là một xã thuộc quận Madison, tiểu bang Illinois, Hoa Kỳ. Năm 2010, dân số của xã này là 2.526 người.